# Gabriel Company Bauzá
Gabriel Company Bauzá (Sant Joan, 1963), polític i empresari agrícola. Membre del Partit Popular de les Illes Balears. L'any 2011 és nomenat Conseller d'Agricultura, Medi Ambient i Territori del Govern de les Illes Balears.

## Biografia
Diplomat en Ciències Empresarials per la Universitat de les Illes Balears (UIB). Des de 2003 fins al setembre de 2011 fou president d'Asaja-Balears i formà part del comitè executiu d'ASAJA nacional.
Ha estat el responsable del Servei de Gestió Tècnica Econòmica d'Herbacis, dependent de la Conselleria d'Agricultura, a través del qual es va engegar i es va coordinar tota la tramitació d'ajudes per a cultius herbacis de la PAC.
També ha estat coordinador durant els tres primers anys de funcionament de l'empresa PLANDISA, única empresa a Balears que es dedica a la producció d'alfals deshidratat, que compta amb la participació del Govern de les Illes Balears a través de l'empresa pública SEMILLA.
Fou elegit diputat a les eleccions al Parlament de les Illes Balears de 2015. Tanmateix, la derrota del govern popular va suposar la seva sortida com a conseller d'agricultura.
El 26 de març de 2017 fou escollit el 7è President del Partit Popular de les Illes Balears càrrec que ostentà fins al 24 de juliol de 2021 on Margalida Prohens Rigo el succeí.